# 蒙昧主義
蒙昧主義（もうまいしゅぎ、英：Obscurantism、仏：Obscurantisme、独：Obskurität）とは、意図的に曖昧な言い方をしたり、またある問題を明るみにすることを妨げるような態度のことを指す。反啓蒙主義と訳されることもあるが、啓蒙思想に対するカウンターとしての反啓蒙主義（Counter-Enlightenment）とは異なる。
この語は翻訳語であり、英語やフランス語などの原語の語法では、大別して以下の二つがある。
- 1）知識や情報が広がるのに反対すること：公共の空間に知識がひろまるのを許可しないこと
  - この用法は18世紀の啓蒙主義者らによって普及した。そのため、狭義には、新しく合理的な概念を拒絶し、古い権威を蒙昧的に擁護する態度を意味する。
  - 中国語ではObscurantismは「愚民政策」として翻訳される[1]が、それはこの意味に限定したものである。
- 2）文学や芸術や思想などで、意図的に曖昧または難解な表現を使うスタイル、のことを一般には意味する。
  - この用法ではカタカナでオブスキュランティズムと書かれることが多い。
  - 日本語では類似する語として「韜晦趣味」また「衒学趣味」がある。

## 語法の歴史
ラテン語 obscurans（意味は闇・暗い）が語源である。
この語は16世紀ドイツの風刺文集Epistolæ Obscurorum Virorum（Letters of Obscure Men）のタイトルで広く知られることになった。この文集はスコラ哲学者の教義や生き方を風刺揶揄したものを集めたもので、人文主義者ヨハネス・ロイヒリンとユダヤ教から改宗したドミニコ会士ヨハンネス・プフェファーコルンらと間でユダヤ教の書物の焚書を巡って展開した論争にもとづくものだった。
18世紀には、啓蒙主義者らが、敵である保守層、とりわけカトリック信徒を攻撃するために用いられた。
19世紀にはいってからはニーチェが、形而上学・神学での用法における「蒙昧主義」と、カントや懐疑論哲学らのようなより精密な思想における「蒙昧主義」とを区分するなかで、「蒙昧主義の黒い技術における本質的な要素とは、個人の理性を闇のままにしておこうとすることではなく、世界像を暗くすること、わたしたちの実存の観念を暗くすることにある」という言い方をしている。

## 思想史における蒙昧主義

### 知の制限としての蒙昧主義
知の制限としての蒙昧主義の起源には、プラトンの『国家』における議論がある。これはのち新プラトン主義や否定神学、キリスト教神秘主義、ヘルメス主義らが、「いいようのなさ」つまり表現不可能性という概念によって間接的に語るやり方に受け継がれた。当初、プラトン『国家』では、社会を安定させておくために知識が制限されることすなわち民衆が無知であることを好む「蒙昧な統治者（the obscurant）」が問題として扱われていた。
『国家』ではポイニケ（フェニキア）の物語としてテバイの建国神話を紹介する（第三巻414-17）。他の国民も国民もおなじ母なる大地からでてきたという意味では兄弟であるが、神は支配者になる能力を持ったものに金を混ぜ、その補助者（軍人・外人部隊）には銀を、農夫や職人には鉄と銅をまぜた。しかし時には金から銀が、銀から金が生まれる。重要なのは、金を以て生まれてきた子供を見定めることで、神託では「鉄や銅の人間が一国の守護者になるとき、その国は滅びる」といわれる。また、哲人王は、「高貴な嘘（Noble lie）」を使用してよいともされる。
これらの点についてリチャード・クロスマンやカール・ポパーらは全体主義または権威主義または「閉じた社会」としてプラトンを批判した。このような意味での蒙昧主義とは、統治上の必要性から人々を無知でいさせる「愚民化政策」であり、反知性主義とエリート主義、したがって反民主主義的なものである。大方の人々にとって知識は必要がなく、真理に関わる必要がないとされる。
18世紀になって、コンドルセは、アリストクラシー体制下の社会問題にかんして蒙昧主義が蔓延していることを痛烈に批判した。
20世紀にはいってからは政治哲学者のレオ・シュトラウスが、プラトンにならい「高貴な嘘」の必要性を説いた。記者シーモア・ハーシュは、シュトラウスによる「高貴な嘘」への言及を、「社会のきずなを維持するための政治家が使用する神話」とした。

#### 東洋思想における蒙昧主義
また、東洋では、孔子が「民可使由之。不可使知之。」という言葉を残しており、これは長く「民はこれに由らしむべく、これを知らしむべからず」すなわち「民衆は従わせればよく、知らす必要はない」と解釈されてきた。この意味で孔子は「愚民政策」または「愚民化政策」を提案したわけで、「蒙昧主義」といえる。しかし、歴史家宮崎市定は、それは誤読で、この文言の意味は、「大衆からは、その政治に対する信頼を贏（か）ちえることはできるが、そのひとりひとりに政治の内容を知って貰うことはむつかしい」という意味であるとする解釈をしている。

### 文体（様式）における蒙昧主義
19世紀から20世紀にかけて「蒙昧主義」は、抽象的で理解の困難な文体（様式）をあらわす論争的な言葉としても使われ始める。
近年の徳倫理学の議論では、アリストテレスのニコマコス倫理学が倫理的蒙昧主義として論難されている。Lisa van Alstyneは、アリストテレスの技術的・哲学的な語彙とその文体が、文化的エリートの教育に限定していることを指摘している。
近代以降の哲学で強い影響力を持ったヘーゲルは、マルクスやショーペンハウアー、また分析哲学、論理実証主義者のエイヤーやラッセル、ポパーから蒙昧主義として批判された。そのうちエイヤーを含めた論理実証主義者は、ヘーゲルをはじめとする形而上学者たちの考えている問題や命題は擬似問題だったり、語を不適切に組み合わせた検証が不可能な命題であるためにそれが真であるための条件が分からず（つまりそれが正しい場合と間違っている場合とが判別できない）、それらの命題には何の認知的内容もない、即ち無意味であるとした。しかしヘーゲル自身も、自分の文体への批判に応答して、論考「誰が抽象的に考えているか」において、「哲学的な用語を使うことが蒙昧主義なのではない、蒙昧主義とは、素人が与えられた所与の概念を文脈ぬきで使用することだ」と答えている。
マルクスは『聖家族』『ドイツ・イデオロギー』『哲学の貧困』といった著作において、ドイツ観念論やフランス哲学における蒙昧主義を批判している。マルクスの批判はのちルカーチやハーバーマスらに継承された。一方、マルクス主義の理論家に対しても、ハイエクやポパーらはおなじく蒙昧主義として批判している。ハイエクらはたとえば「階級」という集合的な実体概念を蒙昧主義的な概念としてしりぞけている。
またウィトゲンシュタインの「論理哲学論考」における論証方法に対して、オーストリアの数学者フリードリヒ・ワイスマンは、「完全なる蒙昧主義」として批判した。このワイスマンの批判はのちにアーネスト・ゲルナーに引き継がれ、展開された。Frank Cioffiはウィトゲンシュタインの文体には、「限定的な蒙昧主義」「方法的蒙昧主義」「感性的蒙昧主義」などの複数の蒙昧主義の型があるという。
ハイデガーや、その継承者であるレヴィナスやジャック・デリダらに対しては、分析哲学やフランクフルト学派などから蒙昧主義と批判が行われた。ラッセルはハイデガー哲学に対して「極端に蒙昧である」としている。
デリダもまたしばしば蒙昧主義として批判される。ルネ・トムやクワイン、ジョン・サール、ノーム・チョムスキーらがそのような批判を加えた。リチャード・ローティはそうしたデリダへの批判を包摂しながら、デリダが意図的に伝統的な哲学の枠組みや概念を使用しようとしないことで、ハイデガー的なノスタルジアに陥らずに、プルーストのようにまったく新しい領域を切り開いたとした。またデリダ自身も批判する際に、蒙昧主義という用語を使用している。
ほかに、アラン・ソーカルは『知の欺瞞』においてジャック・ラカンやジル・ドゥルーズといったフランス現代思想の思想家や哲学者たちが衒学のために必要もないのに数式や数学的概念をいい加減に用い、記述を分かりやすくするどころか曖昧で難解にして無意味な言説に思想が有るかのようにレトリックを駆使しているとの批判を加えた。